# 22413 Haifu
22413 Haifu este o planetă minoră (asteroid), cu un diametru de 2,299 km, din centura de asteroizi. A fost descoperită pe 17 octombrie 1995 la Observatorul Național Kitt Peak de Spacewatch. 
Obiectul prezintă o orbită caracterizată de o semiaxă mare de 2,4050006 UAi, o excentricitate de 0,19, o înclinație de 9,11916 ° în raport cu ecliptica.